# Alfred Börckel
Alfred Börckel, auch Alfred Boerckel, (* 14. November 1851 in Mainz; † 23. Dezember 1928) war ein deutscher Bibliothekar, Heimatforscher und Schriftsteller.
Alfred Börckel, Sohn des österreichischen Oberstabsarztes Valentin Börckel (1800–1887), der in der Festung Mainz als Arzt tätig war, und der Maria, geb. Eller (1820–1901), besuchte ein privates Progymnasium in Biebrich. Danach war er ab 1867 zunächst als Kaufmann tätig und wechselte dann zum Schriftstellerberuf. Zum 9. Oktober 1879 wurde er Gehilfe, am 20. April 1881 Sekretär und am 20. April 1881 Bibliothekar der Stadtbibliothek Mainz, wo er am 1. April 1919 pensioniert wurde. 1896 erfolgte die Ernennung zum großherzoglich hessischen Hofrat. Alfred Börckel publizierte Lyrik, Romane und vor allem historische Bücher zu Mainz. Er liegt auf dem Mainzer Hauptfriedhof begraben.
Alfred Börckel war verheiratet mit Maria Heck (1872–1955). Aus dieser Ehe gingen Aenny Börckel (* 1897) und der Jurist Fritz Boerckel (1898–1980) hervor.

## Veröffentlichungen (Auswahl)
- Vom Rhein! Gedichte. Diemer, Mainz 1878.
- Inko der Huronenhäuptling. Dramatisches Gedicht in 5 Akten. Diemer, Mainz 1880.
- Die fürstlichen Minnesinger der Manesse’schen Liederhandschrift: Ihr Leben und ihre Werke in leichtverständlicher Darstellung. Von Zabern, Mainz 1882.
- Gutenberg. Historisches Drama in 3 Akten. Von Zabern, Mainz 1883. Digitalisat
- Strandlieder. Von Zabern, Mainz 1885.
- Der Philosoph von Sanssouci. Schauspiel. Von Zabern, Main 1885.
- Mainzer Geschichtsbilder. Skizzen denkwürdiger Personen und Ereignisse von 1816 bis zur Gegenwart. Von Zabern, Mainz 1890.
- Gutenberg. Sein Leben, sein Werk, sein Ruhm. E. Roth, Gießen 1897. Digitalisat
- Gutenberg und seine berühmtesten Nachfolger im ersten Jahrhundert der Typographie nach ihrem Leben und Wirken dargestellt. Klimsch & Co., Frankfurt a. M. 1900. Digitalisat
- Der Mainzer Friedhof. Seine Geschichte und seine Denkmäler. Zur Erinnerung an sein 100jähriges Bestehen. Verlag der Stadt Mainz, Mainz 1903.
- Goethe und Schiller in ihren Beziehungen zu Mainz. Von Zabern, Mainz 1904.
- Geschichte von Mainz als Festung und Garnison von der Römerzeit bis zur Gegenwart. Diemer, Mainz 1913. Digitalisat
- Mainzer Chronik 1892–1917. Diemer, Mainz 1917.
- Das goldene Mainz in seinen Hauptsehenswürdigkeiten: Dom, Kurfürstl. Schloß, Deutschhaus und Stadtpark nebst einem Rundgang durch die Stadt und Aussprüchen ihrer berühmten Besucher. Diemer, Mainz 1921. Digitalisat